# Mount Newman, Antarktis
Mount Newman är ett berg i Antarktis. Det ligger i Västantarktis. Argentina, Chile och Storbritannien gör anspråk på området. Toppen på Mount Newman är 1 318 meter över havet, eller 56 meter över den omgivande terrängen. Bredden vid basen är 1,5 km.
Terrängen runt Mount Newman är kuperad åt nordost, men åt sydväst är den bergig. Trakten är obefolkad. Det finns inga samhällen i närheten.